# بودووار
بودووار (به انگلیسی: Budovar) رودخانه‌ای است که در صربستان جریان دارد.